# La terra promessa (film 2023)
La terra promessa (Bastarden) è un film del 2023 diretto da Nikolaj Arcel.
Il film è l'adattamento cinematografico del romanzo Kaptajnen og Ann Barbara (2020) scritto da Ida Jessen.

## Trama
Nel 1755, il regno di Danimarca cerca di colonizzare e rendere produttiva una delle sue zone più inospitali: la brughiera dello Jutland, una vasta distesa selvaggia, spazzata dal vento, pressoché disabitata e ritenuta improduttiva. Qui arriva Ludvig von Kahlen, un ex soldato di umili origini, senza titolo né terra, ma con un sogno ambizioso: trasformare quel deserto verde in campi coltivati e guadagnarsi così un posto tra la nobiltà.
L’impresa è ardua. Le condizioni climatiche sono estreme, il terreno è duro e paludoso, e intorno a lui vivono solo nomadi, servi fuggitivi, poveri, diseredati e sbandati. Ma Kahlen è determinato. Con rigore militare e una fede ostinata nel progresso, inizia a costruire la sua fattoria, aiutato da pochi collaboratori fedeli.
Ben presto, però, entra in conflitto con Frederik de Schinkel, un ricco e spietato proprietario terriero che si ritiene padrone della regione, sebbene non ne possieda legalmente ogni parte. Schinkel vede nell’arrivo di Kahlen una minaccia al suo dominio. Le tensioni crescono quando Ann Barbara, una giovane donna fuggita dalla brutalità di Schinkel, trova rifugio presso il soldato.
Mentre Kahlen cerca di difendere la sua terra e coloro che lo circondano, Schinkel scatena tutta la sua potenza e crudeltà per schiacciarlo: minacce, soprusi, incendi, violenza fisica e psicologica. Ma contro ogni previsione, quello che doveva essere un semplice soldato dimostra di avere il coraggio, l’intelligenza e il senso della giustizia di un vero leader.
Nel cuore di quella landa desolata, tra vendette personali, ambizione, dolore e speranza, si sviluppa una lotta epica tra due visioni del mondo: da una parte la tirannia e l’arroganza ereditaria, dall’altra il riscatto personale, il lavoro e la dignità. La brughiera diventa così il campo di battaglia di una promessa fatta a sé stessi: costruire qualcosa di duraturo, anche dove sembra impossibile.

## Promozione
Il trailer del film è stato diffuso online il 24 agosto 2023.

## Distribuzione
Il film è stato presentato in anteprima il 31 agosto 2023 in concorso alla 80ª Mostra internazionale d'arte cinematografica di Venezia, È stato distribuito nelle sale cinematografiche danesi da Nordisk Film, a partire dal 5 ottobre 2023 mentre in Italia dal 14 marzo 2024.

## Accoglienza

### Incassi
Il film ha incassato globalmente poco più di 2,2 milioni di dollari.

### Critica
Su Rotten Tomatoes 129 critici esprimono un gradimento del 97%, con un voto medio di 8/10; su Metacritic il voto medio di 29 critici è 77/100.

## Riconoscimenti
È stato scelto come film rappresentante la Danimarca nella categoria per il miglior film internazionale ai premi Oscar 2024, arrivando fino alla short-list di 15 titoli.
- 2023 - Mostra internazionale d'arte cinematografica
  - In concorso per il Leone d'oro
- 2023 - European Film Awards
  - Miglior attore a Mads Mikkelsen
  - Miglior fotografia a Rasmus Videbæk
  - Migliori costumi a Kicki Ilander
- 2024 - Premi Robert[7]
  - Candidatura per il miglior film
  - Candidatura per la miglior regia a Nikolaj Arcel
  - Candidatura per il miglior attore a Mads Mikkelsen
  - Candidatura per la miglior attrice ad Amanda Collin
  - Candidatura per il miglior attore non protagonista a Simon Bennebjerg
  - Candidatura per la miglior sceneggiatura non originale a Nikolaj Arcel e Anders Thomas Jensen
  - Candidatura per la miglior fotografia a Rasmus Videbæk
  - Candidatura per il miglior montaggio a Olivier Bugge Coutté
  - Candidatura per la miglior colonna sonora a Dan Romer
  - Candidatura per la miglior scenografia a Jette Lehmann
  - Candidatura per i migliori costumi a Kicki Ilander
  - Candidatura per il miglior trucco a Sabine Schumann
  - Candidatura per il miglior sonoro a Claus Lynge e Hans Christian Kock
  - Candidatura per i migliori effetti visivi a Alexander Schepelern e Nina Strøm